# ARM Cortex-A9
L'ARM Cortex-A9 MPCore és un processador multinucli de 32 bits que proporciona fins a 4 nuclis coherents amb la memòria cau, cadascun implementant el conjunt d'instruccions d'arquitectura ARM v7. Es va presentar l'any 2007.

## Característiques
Les característiques clau del nucli Cortex-A9 són:
- Problema especulatiu fora d'ordre Execució superescalar Conducte de 8 etapes que dona 2,50 DMIPS /MHz/nucli.
- Extensió del conjunt d'instruccions NEON SIMD que realitza fins a 16 operacions per instrucció (opcional).
- Unitat de coma flotant VFPv3 d'alt rendiment que duplica el rendiment de les FPU ARM anteriors (opcional).
- La codificació del conjunt d'instruccions Thumb-2 redueix la mida dels programes amb poc impacte en el rendiment.
- Extensions de seguretat de TrustZone.
- Suport de Jazelle DBX per a l'execució de Java.
- Jazelle RCT per a la compilació JIT.
- Programa Trace Macrocell i CoreSight Design Kit per al seguiment no intrusiu de l'execució d'instruccions.
- Controlador de memòria cau L2 (0–4 MB).
- Processament multinucli.

ARM afirma que la implementació de macros durs TSMC 40G normalment funciona a 2 GHz; un sol nucli (excloent els cachés) ocupa menys d'1,5 mm 2 quan es dissenya en un procés genèric TSMC de 65 nanòmetres (nm) i es pot registrar a velocitats superiors a 1 GHz, consumint menys de 250 mW per nucli.

## Xips
Diversos dispositius de sistema en un xip (SoC) implementen el nucli Cortex-A9, incloent:
- Altera SoC FPGA
- AMLogic AML8726-M
- Apple A5, A5X
- Broadcom BCM11311 (Persona ICE)
- Calxeda EnergyCore ECX-1000
- Entròpic EN7588, EN7530
- NXP Semiconductors (abans Freescale) QorIQ Layerscape LS1024A
- Freescale Semiconductor i.MX6
- HiSilicon K3V2 - Hi3620
- Marvell Avastar 88W8787, utilitzat a la Sony PlayStation Vita
- MediaTek MT6575 (un sol nucli), MT6577 (doble nucli)
- Mindspeed Technologies Mindspeed Comcerto 2000
- Nufront NuSmart 2816, 2816M, 115
- Nvidia Tegra 2 (sense extensions NEON), Tegra 3 i Tegra 4i
- Família de SoC Trident Microsystems 847x/8x/9x
- Família Renesas Electronics RZ/A1H,M,L,LU
- Samsung Exynos 4210, 4212, 4412, 4415
- Rockchip RK3066, RK292x, RK31xx
- STMicroelectronics SPEAr1310, SPEAr1340
- ST-Ericsson Nova A9500, NovaThor U8500, NovaThor U9500
- Processadors OMAP4 de Texas Instruments
- Texas Instruments Sitara AM437x
- WonderMedia WM8850, WM8950 i WM8980
- Plataforma de processament extensible Xilinx
- ZiiLABS ZMS-20